# Sarah Buxton
Sarah Galbraith Buxton (23 marzo 1965) è un'attrice statunitense.

## Filmografia parziale

### Cinema
- Lovelines, regia di Rod Amateau (1984)
- Sacco a pelo a tre piazze (The Sure Thing), regia di Rob Reiner (1985)
- Al di là di tutti i limiti (Less Than Zero), regia di Marek Kanievska (1987)
- Rage - Furia primitiva, regia di Vittorio Rambaldi (1988)
- Nightmare Beach - La spiaggia del terrore (Nightmare Beach), regia di Harry Kirkpatrick (1988)
- Instant Karma, regia di Roderick Taylor (1990)
- Rock 'n' Roll High School Forever, regia di Deborah Brock (1991)
- ...non dite a mamma che la babysitter è morta! (Don't Tell Mom the BabySitter's Dead), regia di Stephen Herek (1991)
- The Climb, regia di Bob Swaim (1997)
- Devil's Highway, regia di Fabien Pruvot (2005)
- Little Children, regia di Todd Field (2006)
- Racconti incantati (Bedtime Stories), regia di Adam Shankman (2008)
- Japan, regia di Fabien Pruvot (2008)
- Toy Boy - Un ragazzo in vendita (Spread), regia di David Mackenzie (2009)
- In Embryo, regia di Ulrich Thomsen (2016)

### Televisione
- Cinque ragazze e un miliardario (Rags to Riches) - 4 episodi (1987-1988)
- Bandiera a scacchi (Checkered Flag) - film TV (1990)
- La morte preannunciata (Seeds of Tragedy) - film TV (1991)
- Cinque incredibili donne (Pink Lightning) - film TV (1991)
- Walker Texas Ranger (Walker, Texas Ranger) - 1 episodio (1996)
- Baywatch - 1 episodio (1997)
- Sunset Beach - 551 episodi (1997-1999)
- Il tempo della nostra vita (Days of Our Lives) - 26 episodi (2004)
- CSI - Scena del crimine (CSI: Crime Scene Investigation) - 2 episodi (2004)
- Beautiful (The Bold and the Beautiful) - 195 episodi (1987-2005)

## Doppiatrici italiane
Nelle versioni in italiano delle opere in cui ha recitato, Sarah Buxton è stata doppiata da:
- Cristiana Lionello in Beautiful
- Alessandra Cassioli in CSI - Scena del crimine
- Emanuela Baroni in CSI: Miami
- Irene Di Valmo in Criminal Minds
- Patrizia Burul in Hand of God